# 口蓋骨

口蓋骨の形状を様々な方向から見た動画。口蓋骨を赤で、それ以外の骨を半透明にして示してある。（出典：Anatomography）

口蓋骨（こうがいこつ、ラテン語名 Os palatinum）とは、口蓋部を構成する骨である。
ヒトの口蓋骨は、顔面の中心部、上顎骨の後方に左右対称に2つ存在し、内側縁で正中口蓋縫合により互いに骨縫合している。
口蓋骨は水平板と垂直板の2つの骨板と、錐体突起、眼窩突起、蝶形骨突起の3つの骨突起により構成される。

## 水平板
水平板とは口蓋骨の下部において水平に伸び、骨口蓋の後部をなす骨板である。水平板の前縁は上顎骨と横口蓋縫合により骨縫合し、内側は正中口蓋縫合により対側の口蓋骨と縫合する。後縁は遊離しており、後鼻棘と呼ばれる。外側縁からは、上方に向かい垂直板が屹立しており、上面は鼻腔底後部、下面は口蓋後部をそれぞれなす。下面の外側上顎骨縁前方には大口蓋孔が、後方錐体突起移行部には小口蓋孔が開く。

## 垂直板
垂直板とは口蓋骨の中心をなす垂直な骨板である。